# Mario Grgić
Mario Grgić (* 10. September 1991 in Banja Luka, SFR Jugoslawien, heute Bosnien und Herzegowina) ist ein ehemaliger österreichischer Fußballspieler auf der Position eines Mittelfeldspielers.

## Karriere

### Jugend
Grgić begann seine aktive Karriere als Fußballspieler achtjährig im September 1999 im Nachwuchsbereich der Kapfenberger SV. Dabei durchlief er verschiedene Jugendspielklassen und war bis einschließlich 2008 in der Jugend des Vereins aktiv. Nachdem er zur Saison 2006/07 noch in 19 Jugendspielen fünf Tore erzielt hatte, blieb er über die gesamte Spielzeit 2007/08 in 22 Spielen ohne Torerfolg. Mit der Folgesaison 2008/09 steigerte sich seine Torqualität wieder, wobei der gelernte Mittelfeldspieler in 24 Spielen acht Treffer beisteuerte. Noch während seiner Jugendzeit kam Grgić zu seinen ersten Einsätzen im Erwachsenenfußball.

### Vereinskarriere
Zu seinem Debüt im Erwachsenenfußball kam der damals 16-Jährige am 20. Oktober 2007, als er in einem Meisterschaftsspiel des ASC Rapid Kapfenberg, der zu diesem Zeitpunkt noch in der siebentklassigen Gebietsliga Mürz vertreten war, eingesetzt wurde. Bei der 3:4-Auswärtsniederlage gegen den SC Parschlug stand er von Beginn an auf dem Rasen und wurde in der 72. Spielminute durch Maximilian Debelak ersetzt. Bis Ende Oktober kam er so in insgesamt drei aufeinanderfolgenden Meisterschaftsspielen zum Einsatz, ansonsten war er über die gesamte Saison hinweg ausschließlich im Nachwuchs des Vereins aktiv. Mit seinen drei Ligaeinsätzen hatte er auch Anteil am Meistertitel, den die Mannschaft am Ende der Saison mit elf Punkten Vorsprung auf den SV Hinterberg und den SV Breitenau errang.
Nachdem er nur mehr in den Jugendmannschaften im Einsatz war, kam Grgić Ende August 2008 erneut in den Kader von Rapid Kapfenberg. Zuerst nur als Ersatzspieler ohne Einsatz, feierte er am 30. August wieder sein Comeback in Grün-Weiß, als er beim 2:0-Auswärtserfolg über den SV Scheifling/St. Lorenzen in der zweiten Halbzeit seinen Teamkollegen Andreas Ehmann ersetzte, in der 60. Minute mit Gelb verwarnt wurde und nur acht Minuten später den Treffer zum 2:0-Endstand erzielte. Über die ganze Spielzeit hinweg brachte es der Mittelfeldakteur auf 20 Meisterschaftseinsätze und einen Treffer. Zudem kam er am 20. Mai 2009 zu seinem ersten Einsatz in der steirischen Landesliga, als er bei der 0:7-Auswärtsschlappe gegen die Amateure des GAK in der 70. Minute für Mark Schranz eingewechselt wurde. Am 5. Juni saß er bei einer 0:3-Heimniederlage gegen den SC Fürstenfeld ein weiteres Mal auf der Ersatzbank, kam dabei aber nicht zum Einsatz.
Zu Herbstsaison 2009/10 erarbeitete sich Grgić einen Stammplatz im Farmteam der Landesligamannschaft mit Spielbetrieb in der sechstklassigen Unterliga Nord B und kam so in allen 13 Spielen des Herbstdurchgangs zum Einsatz und erzielte dabei ein Tor. Aufgrund der guten Leistungen, die er beim ASC Rapid Kapfenberg brachte, wurde er im Frühjahr 2009/10 erneut in den Kader des Landesligateams gestellt. Sein Comeback gab er hierbei am 20. März 2010, als er beim 0:0-Unentschieden im Heimspiel gegen den SC Liezen ab der zweiten Spielhälfte für Stefan Erkinger auf den Rasen kam. Bis dato (1. Mai 2010) kam Grgić so auf sechs Einsätze in der steirischen Landesliga.
Am 30. April 2010 gab der 18-Jährige sein Profidebüt, als er beim Auswärtsmatch gegen den SK Rapid Wien in der Startformation der Kapfenberger Bundesligamannschaft stand und erst in der 60. Spielminute durch Michael Tieber ersetzt wurde. Nachdem es im Spiel bis zu 92. Minute 3:3 stand, verloren die Gäste aus Kapfenberg nach zwei späten Toren am Ende mit 3:5.
Am 19. Juni 2015 gab die KSV bekannt, dass Mario Grgić nach 15 Jahren den Verein verlassen wird. Gleichzeitig wurde bekannt, dass Grgić zum Bundesliga-Aufsteiger SV Mattersburg wechselt. Nach der Saison 2018/19 verließ er Mattersburg. Nach einer Spielzeit ohne Verein kehrte er im September 2020 zum Zweitligisten Kapfenberg zurück. Für Kapfenberg kam er zu 72 Zweitligaeinsätzen. Nach einer neuerlichen schweren Verletzung beendete er nach der Saison 2022/23 seine Karriere.

### Als Trainer
Nach seinem Karriereende übernahm Grgić zur Saison 2023/24 die vierte Mannschaft der Kapfenberger als Cheftrainer. Im Jänner 2024 wurde er Co-Trainer der Profis, zusätzlich trainierte er zwischen Jänner und August 2024 die Amateure der Steirer. Nach der Trennung von Ismail Atalan wurde Grgić im Juli 2025 interimistisch Cheftrainer der Profis.

## Erfolge
mit dem ASC Rapid Kapfenberg
- 1× Meister der Gebietsliga Mürz: 2007/08

mit der Kapfenberger SV II
- 1× Meister der Landesliga Steiermark: 2010/11

mit der SV Mattersburg II
- 2× Meister der Landesliga Burgenland: 2016/17 und 2017/18